# Vladimir Žirinovskij
Vladimir Volfovič Žirinovskij, původním jménem Vladimir Volfovič Ejdelštejn (rusky Владимир Вольфович Жириновский, respektive Владимир Вольфович Эйдельштейн; 25. dubna 1946 Alma-Ata, Sovětský svaz – 6. dubna 2022) byl ruský politik a člen ruské opoziční Liberálně-demokratické strany, který byl některými považován za symbol ruského nacionalismu. Byl znám svými projevy na veřejnosti, v nichž populisticky sliboval snadné a bezbolestné změny ve společnosti.

## Životopis
Žirinovskij se narodil do právnické rodiny. Jeho otec, Volf Isaakovič Ejdelštein, byl polský Žid. Do 10. června 1964 používal otcovo příjmení Ejdelštejn (Эйдельштейн), svého otce však poznal jen z matčina vyprávění. Když v polovině prvního desetiletí 21. století našel v Izraeli jeho hrob, dozvěděl se, že byl agronomem a obchodníkem s nábytkem.
Roku 1970 absolvoval Institut asijských a afrických zemí na Moskevské státní univerzitě v oboru turecký jazyk a literatura. Roku 1969 absolvoval v rámci studií roční stáž v Turecku. Tam byl podle některých zdrojů zatčen za šíření komunistických názorů.
Ve studiích na téže moskevské vysoké škole dále pokračoval, když navštěvoval večerní právnickou školu. Vystudoval také Fakultu mezinárodních vztahů na Univerzitě marxismu-leninismu. Roku 1983 požádal o vystěhování do Izraele, avšak svůj plán nakonec neuskutečnil.

### Politická kariéra
Do politiky vstoupil roku 1988. O rok později založil Liberální demokratickou stranu Ruska a v březnu 1990 se stal předsedou této strany, tuto funkci vykonával až do své smrti. Od roku 1993 byl též poslancem ruské Státní dumy.
Několikrát se neúspěšně pokoušel kandidovat na ruského prezidenta, a to v letech 1991, 1996 a 2000, vždy ale získal pouze mezi třemi až sedmi procenty hlasů.
Liberálními médii a názorovými odpůrci byl označován za neofašistu a pravicového extremistu.

### Úmrtí

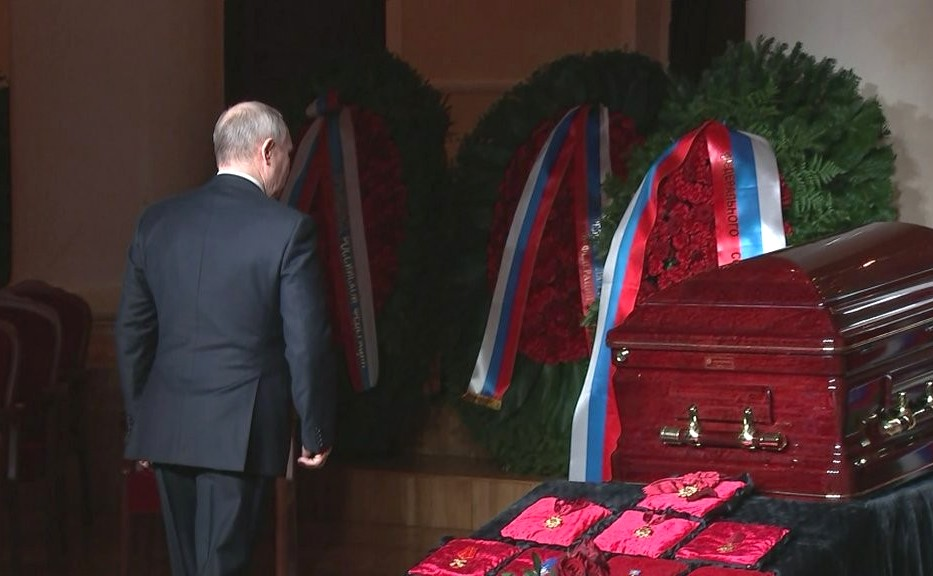
Rozloučení V. Putina s Žirinovským (8. dubna 2022)

Dne 25. března 2022 některá média přinesla zprávu o Žirinovského smrti, ruská média to vzápětí popřela. Předseda ruské státní dumy však následně řekl, že Žirinovskij leží ve vážném stavu v nemocnici. Zemřel dne 6. dubna 2022.
Smuteční rozloučení se konalo dne 8. dubna 2022 za účasti prezidenta Vladimíra Putina, premiéra Michaila Mišustina a dalších členů vlády. Pohřební obřady v katedrále Krista Spasitele vedl nejvyšší představitel ruské pravoslavné církve patriarcha Kirill. Žirinovskij byl pochován na Novoděvičím hřbitově.

## Kontroverze

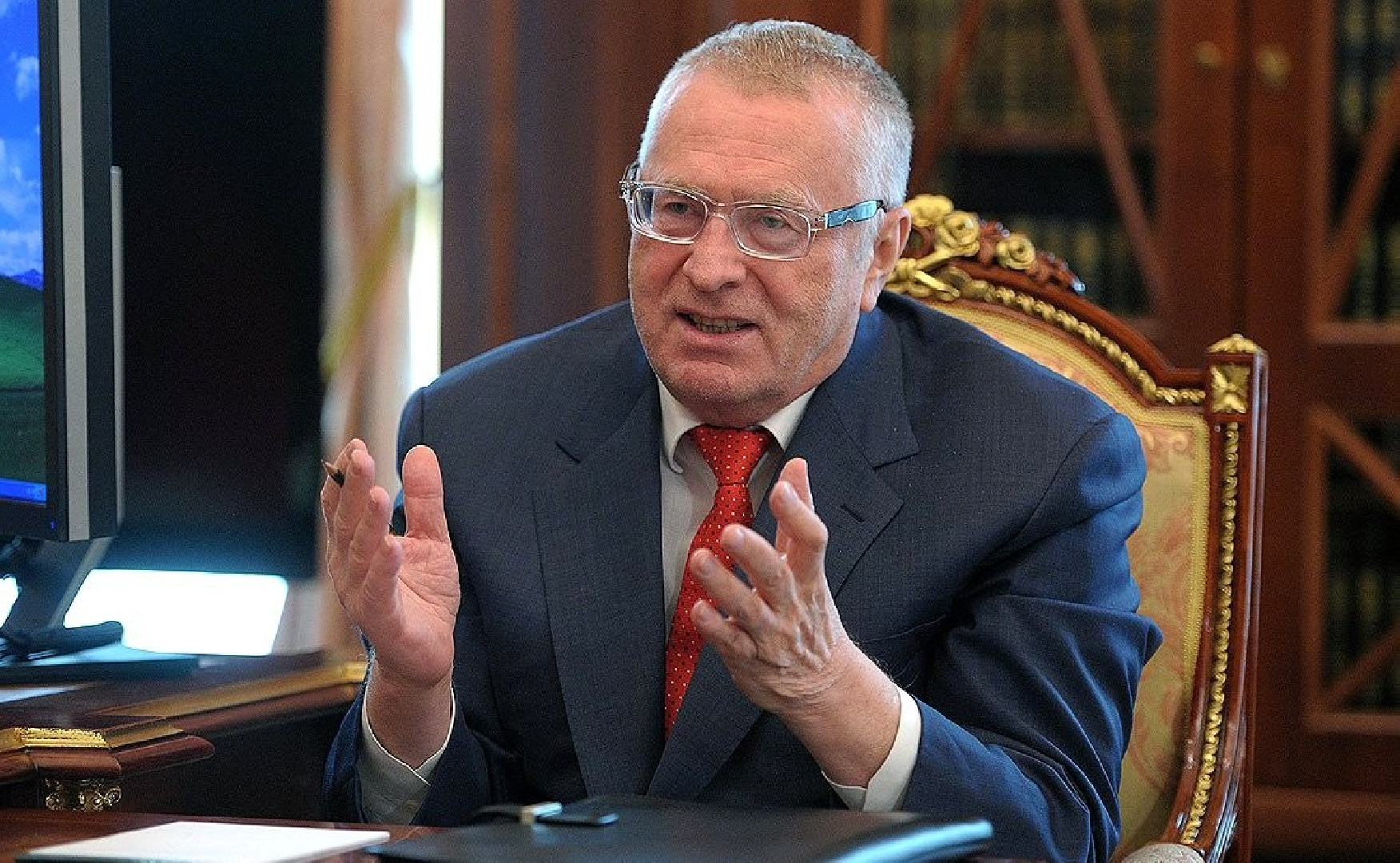
Žirinovskij (ЛДПР) v roce 2014

Žirinovskij je znám svými populistickými a xenofobními výroky a také agresivním chováním vůči svým názorovým oponentům či žurnalistům.
Několikrát se nevhodně vyjadřoval o Židech, o přistěhovalcích či o menšinách. Sympatizoval také s bývalým iráckým prezidentem Saddámem Husajnem. Ačkoliv tvrdě kritizoval Spojené státy americké, rád se nechával přirovnávat k americkým činitelům. Řekl například:
| „ | Jsem ruský Clinton – mám stejné vzdělání a věk. | “ |

Srovnáván bývá s francouzským politikem Jeanem-Marie Le Penem. Podporoval také například Edwina Neuwirtha, což byl rakouský průmyslník a bývalý důstojník Waffen-SS, který popíral používání plynových komor při nacistickém vyvražďování Židů během druhé světové války. Některými německými médii byl proto nazván „Ruský Hitler“.

### Jaderné vyhrožování
V roce 2014 způsobil rusko-polskou diplomatickou roztržku, když během probíhající Ukrajinské krize v rozhovoru pro televizní kanál Rossija 24 pohrozil Polsku a pobaltským státům preventivním jaderným úderem. Polský ministr zahraničí Radosław Sikorski označil Žirinovského výroky za skandální a nechal předvolat ruského velvyslance k vysvětlení.
O dva roky později (2016) v pořadu „Воскресный вечер“ vyzýval ruskou vládu, aby demonstrovala svoji sílu tím, že shodí „jen tak“ atomovou bombu na „malý ostrov v Severním moři s 200 000 obyvateli“, čímž měl pravděpodobně na mysli ostrovní stát Island.

### Vystoupení v pořadu 60 minut
Žirinovskij 27. listopadu 2019 vystoupil v pořadu 60 minut vysílaném ruskou státní televizí „Россия 1“, kde se ostře vyjádřil proti záměru Pavla Novotného postavit v Řeporyjích pamětní desku ruské osvobozenecké armádě. Během vysílání prohlásil, že „Stalinova největší chyba byla, že roku 1945 nepostavil a neposlal statisícové okupační armády do Polska, Maďarska, Česka, Slovenska, Rumunska a Bulharska“, aby všem „zavřel huby“. Dále Žirinovskij uvedl, že SSSR tehdy nevyužil své právo „převést veškerý průmysl těchto zemí do Ruska“ a „Německo přeměnit na agrární hospodářství“. O Vlasovovi se vyjádřil tak, že údajně chtěl ovládnout celé území tehdejšího protektorátu Čechy a Morava. U publika, které během vysílání zasedalo ve studiu, si za své „shrnutí historie“ vysloužil potlesk.

## Rodina
Byl ženatý s Galinou Lebeděvovou, která je kandidátkou biologických věd. Měl také syna Igora Lebeděva, který je šéfem poslaneckého klubu Žirinovského strany.

## Vyznamenání
- Řád Za zásluhy o vlast I. třídy – 25. dubna 2021 – udělil prezident Vladimir Putin za velký přínos k posílení ruské státnosti, rozvoji parlamentarismu a aktivní legislativní činnost[23][24]
- Řád Za zásluhy o vlast II. třídy – 18. dubna 2016 – udělil prezident Vladimir Putin za velký přínos k rozvoji parlamentarismu a aktivní legislativní činnost[25]
- Řád Za zásluhy o vlast III. třídy – 8. května 2011 – za zásluhy o tvorbu právních předpisů a rozvoj ruského parlamentarismu[26]
- Řád Za zásluhy o vlast IV. třídy – 20. dubna 2006 – udělil prezident Vladimir Putin za aktivní účast na legislativních činnostech a mnoho let plodné práce[27]
- Řád Alexandra Něvského – 20. ledna 2015 – udělil prezident Vladimir Putin za aktivní legislativní činnost a mnoho let svědomité práce[28]
- Řád cti – 21. května 2008 – za zásluhy o tvorbu zákonů, posílení a rozvoj ruské státnosti[29]
- Čestné uznání prezidenta Ruské federace – 26. února 2009 – za aktivní účast na přípravě návrhu Ústavy Ruské federace a za velký přínos k rozvoji demokratických základů Ruské federace[30]
- Čestné uznání vlády Ruské federace – 6. července 2011 – udělil Vladimir Putin za zásluhy o tvorbu právních předpisů a mnoho let pečlivé práce[31]
- Vděčnost vlády Ruské federace – 23. dubna 2016 – udělil Dmitrij Medveděv za zásluhy v oblasti tvorby právních předpisů a mnoho let pečlivé práce[32]
- Medaile Žukova[33]
- Pamětní medaile 850. výročí Moskvy[33]
- Pamětní medaile 300. výročí Petrohradu[33]
- Medaile Za zásluhy o sčítání lidu všech obyvatel Ruska[33]
- Medaile P. A. Stolypina I. třídy – vláda Ruské federace, 16. prosince 2019 – udělil Dmitrij Medveděv za zásluhy v legislativních činnostech zaměřených na řešení strategických úkolů sociálněekonomického rozvoje země[34]
- Medaile P. A. Stolypina II. třídy – vláda Ruské federace, 4. května 2012 – udělil Vladimir Putin za zásluhy v legislativních činnostech zaměřených na řešení strategických úkolů sociálněekonomického rozvoje země[35]